# Liste der Bodendenkmäler in Rhede
Die Liste der Bodendenkmäler in Rhede enthält die denkmalgeschützten unterirdischen baulichen Anlagen, Reste oberirdischer baulicher Anlagen, Zeugnisse tierischen und pflanzlichen Lebens und paläontologischen Reste auf dem Gebiet der Stadt Rhede im Kreis Borken in Nordrhein-Westfalen (Stand: September 2020). Diese Bodendenkmäler sind in Teil B der Denkmalliste der Stadt Rhede eingetragen; Grundlage für die Aufnahme ist das Denkmalschutzgesetz Nordrhein-Westfalen (DSchG NRW).
| Bild           | Bezeichnung                   | Lage                          | Beschreibung | Bauzeit | Eingetragen seit | Denkmal- nummer |
| -------------- | ----------------------------- | ----------------------------- | ------------ | ------- | ---------------- | --------------- |
| weitere Bilder | Gräftenanlage „Nunnepollen“   | Vardingholt Rösingbusch Karte |              |         | 24.08.1984       | 1               |
|                | Gräftenanlage bei Gut Büssing | Vardingholt Gronauer Straße 3 |              |         | 02.05.1985       | 2               |